# Православна богословска академија Светог Владимира
Православна богословска академија Светог Владимира је једна је од три институције за стручно богословско образовање у Православној цркви у Америци. Налази се у Крествуду, Њујорк.
Друге две школе су: Православна богословска академија Светог Тихона (Јужни Кејнан, Пенсилванија) и Православна богословска академија Светог Германа (Кодијак, Аљаска). Иако је под надлежношћу митрополита Православне цркве у Америци, она је свеправославна институција, пружајући богословско образовање студентима из различитих православних јурисдикција широм света.

## Врсте студија
Упоредо негујући свештенички позив, академија светог Владимира такође обезбеђује образовање и за друге црквене позиције, као што су директори хорова и верски едукатори. Упоредо са Master of Divinity program (M.Div.), Академија такође нуди и -{Master of Arts in Theology (M.A.) и Master of Theology (M.Th.).

## Историја и утицај
Академија Светог Владимира је првобитно основана 1938. године у Њујорку и названа је по Светом Владимиру, великом кнезу Кијевске Русије. Академији је био додељен привремени статус од стране Управног одбора Универзитета државе Њујорк 1948. године, да би 1953. добили потпуни статус. Протојереј Георгије Флоровски је био један од главних интелектуалаца у оснивању и развоју Академије, након одласка са Богословског института светог Сергија у Паризу. Након неколико година пребивања у изнајмљеном простору, Академија се сели у свој садашњи кампус (универзитетски град) 1961. године. Академија Светог Владимира је постала придружени члан Удружења богословских школа у САД и Канади 1966, а у потпуности је акредитован 1973. године. Декани ове Академије су били: протојереј Александар Шмеман, Џон (Јован) Мајендорф и Томас Хопко, који су извршили велики утицај на православно богословље у 20. веку. Академију светог Владимира су похађали уз многе епископе и свештенике из разних јурисдикција и професори са бројних факултета, универзитета и академија, и многи световни лидери православног света.
Године 2006, академски Одбор повереника одлучио је да подели тада актуелне одговорности декана подједнако са осталим деканима, због одговорности црквених послова и вођства Академије на академском плану, те је из тог тог разлога основана нова позиција канцелара (првобитно назван проректор), са одговорношћу за финансијско и оперативно вођство Академије.

## Библиотека и издаваштво
Библиотека Академије Светог Владимира је једно од највећих богатстава источног хришћанства у Северној Америци. Академија такође поседује и велику издавачку кућу SVS Press (не треба је мешати са SVS Printing Company). Објављује часопис који излази тромесечно, Богословски тромесечник св. Владимира (енгл. St. Vladimir's Theological Quarterly).

## Декани
- Епископ Макарије (Иљински), 1938—1944.
- Архимандрит Дионисије (Дијаченко), 1944—1947.
- Епископ Џон (Шаховски), 1947—1950.
- Георгије Флоровски, 1950—1955.
- Митрополит Леонтије (Туркевич), 1955—1962.
- Александар Шмеман, 1962—1983.
- Џон Мајендорф, 1984—1992.
- Томас Хопко, 1992—2002.
- Џон Ериксон, 2002—2007.
- Џон Бер, 2007-2017.

## Проректори
- Дејвид Дрилок, до 2006.

## Канцелари
- Чед Хетфилд, од 2007.